# ディセンダント2
『ディセンダント2』（原題：Descendants2）は、ディズニー・チャンネル・オリジナル・ムービーの映画で、「ディセンダント」の続編。全米公開は2017年7月21日で、日本では2017年10月21日に初放送された。監督はケニー・オルテガ。

## ストーリー
マルはベン王のガールフレンドとしての彼女の新しい有名人の生活と格闘し、髪を金髪にし、王女のような性格を不快に維持します。彼女は彼女の友人イヴィ、カルロス、およびジェイに彼女の問題を打ち明けますが、彼らはオラドンでの新しい生活に満足しており、ロスト島に戻ることを望みません。イヴィは、彼女の問題を解決するために母親の魔法の本に頼っていたためにマルをしかる。カルロスは、ジェーンに今後の舞踏会のダンスをお願いしたいのですが、マルに正直に助けを求めました。マルは彼に真実を話すようにするグミを与えるが、彼の犬、デュードはそれを食べ、魔法で真実を話すようになります。
ベンは最終的にマルの魔法への依存を発見し、彼女は精神的に不安定になり彼とけんかしてしまいます。マルはロスト島に戻ってきたが、ウルスラの娘であり、ライバルであるウーマと、フック船長とガストンの息子であるハリーとギルに支配されていた。マルは、ドリゼラの娘のヘアスタイリストディジートレメインを訪れ、彼女にブロンドの髪が不自然だと感じたと言って、特徴的な紫色の髪を取り戻します。ハリーはマルの帰還を発見し、ウーマに知らせます。
ベン、イヴィ、ジェイ、カルロスはマルの出発を知り、彼女を見つけるためにロスト島に忍び込みますが、ギルは彼らを見つけます。マルは自分がオラドンにいるべきではないとベンと戻ることを拒みます。ベンは落胆しマルの元を去り、ウーマに捕まります。マルとウマはベンと妖精のゴッドマザーの杖のために格闘します。腕相撲でウーマが勝ち、ウーマはマルと彼女の友人に、妖精のゴッドマザーの杖を取り戻すか、ベンを見捨てるかを命じます。カルロスとジェイはオランドに戻り、そこで3Dプリンターを使用して杖のレプリカを作成します。彼らはムーランの娘であるロニーに捕まります。ロニーは彼らと一緒にベンを取り戻りに行く為、ロスト島に行くと脅迫しました。以前は彼女の性別に基づいてジェイのスポーツチーム（クリケット）から拒否されました。
ベンはウーマと島に住む人達をオラドンに行くことを選ばなかったと後悔していると言い、ベンはこれを考慮して彼女をオラドンに招待しますが、ウーマは一人でオラドンに行くと言い、断ります。マルのグループが島に戻り、ベンと引き換えに偽の杖を引き渡すが、ウマは偽造に気付きます。グループはオラドンに逃げますが、マルとベンの関係は依然として不安定です。ウーマだけロスト島から出ることができました。カルロスはジェーンに告白し付き合う事ができ、ジェイはロニーをチームのキャプテンに任命します。
舞踏会の船に乗ったベンは、島の障壁を破壊することを宣言したウーマと真の愛であると宣言し、皆を驚かせます。ジェーンはステイングラスディスプレイを発表します。ベンは、マルへの愛情を示すよう言いました。ウーマが彼に愛の魔法をかけたのではないかと疑い、マルはベンに対する彼女の愛を告白し、彼にキスをし、呪文を破った。怒ったウーマは、ウルスラの魔法の貝殻を使ってタコに変身し、マルはドラゴンとして反撃します。ベンは介入し、戦いを鎮め、ウーマはベンが本来の愛として宣言したときに元々彼女に与えていた指輪を返します。彼の申し出がまだ残っているにもかかわらず、ウーマは去ります。
マルとベンは仲直りをし、マルは魔法の本をフェアリーゴットマザーに引き渡した。イヴィは、ディジーにオラドンへの招待状を送り、招待するとき、ディジーは喜んで受け入れます。

## キャスト
マル
演 - ダヴ・キャメロン、日本語吹替 - 近藤唯
『眠れる森の美女』マレフィセントの娘。
正式にベンの恋人となるが国中の人々からの重圧に耐えきれず肉体的にも精神的にも多大な疲労を負っていた。そのことから魔法の本を博物館に預けずに私的利用を繰り返す。また、オラドンに馴染み変わっていくロスト島からの幼馴染たちの姿にも寂しさと不安を覚え、ベンとの喧嘩をきっかけに島へ戻ってしまう。
幼少期はウーマのことを「小エビちゃん」と呼び仲間外れにしていた。そのことから今でもウーマとは折り合いが悪い。ヴィランズの娘である自分がベンと不釣り合いなのではないかと言う不安がずっとわだかまりとして残っており、彼に好きだということもキスすることも出来ずにいた。しかし、ウーマの襲来がきっかけでベンが誰よりも大切だと気がつきその想いを口にする。また、ウーマとの戦いでサイズは小さいが母と同じようにドラゴンに変身できることが発覚。
イヴィ
演 - ソフィア・カーソン、日本語吹替 - 森谷里美
自分で作ったドレスを販売しており、デザイナーとして人気を博している。経営をダグに任せ、貯まったお金で一戸建てを買う気でいるらしい。重圧に耐えきれなくなっているマルに気が付けなかったことを激しく悔やむが、ロスト島に戻ろうとする彼女に離れても親友だと固く誓う。
魔法の鏡は博物館に預けており、島に残っている子供たちをもっと迎え入れたいと両国の進展に向け真剣に考えている様子。
『白雪姫』イーヴィル・クイーンの娘。
カルロス
演 - キャメロン・ボイス、日本語吹替 - 下田レイ
『101匹わんちゃん』クルエラ・デ・ヴィルの息子。
ジェーンに好意があり、舞踏会に彼女をパートナーとして誘おうと奮闘している。鈍感な彼女に想いを気づいてもらえずマルに相談した結果、真実を話すようになるグミをもらう。しかしそれを誤って飼い犬のデュードが食べてしまい、それからはデュードと人語を介して会話をする。粘り強くアタックした結果想いを伝えることに成功し、舞踏会には彼女のパートナーとして参加する。
ジェイ
演 - ブーブー・スチュワート、日本語吹替 - 瀧村直樹
『アラジン』ジャファーの息子。
オラドンでは盗みを封印し、持ち前の運動神経を発揮してトーニーのキャプテンに上り詰めていたが、王室の仕事で抜けたベンの代わりに入りたいというロニーの願いをかなえるため彼女にキャプテンの座を引き渡した。
ベン
演 - ミッチェル・ホープ、日本語吹替 - 黒岩拓朗
『美女と野獣』ベルとビーストの息子。
魔法の乱用を叱ったことで島へ戻ってしまったマルを迎えに行くため島へ向かうが拒絶された挙句ウーマの一味に捕まってしまうという失態を犯してしまう。マルが自分への気持ちを言葉にしてくれないことに密かに不安を抱いており、その弱みにつけ込んだウーマにマルの時と同じように惚れ魔法をかけられてしまう。最後はマルの瞳とキスで魔法が解けた。
ウーマ
演 - チャイナ・アン・マクレーン、日本語吹替 - ふじたまみ
『リトルマーメイド』アースラの娘。
マルがロスト島を離れたあとハリーとギルとともに島を牛耳っていて、自身をオラドンへ招待しなかったベンを恨んでいる。
ハリー
演 - トーマス・ドハティ、日本語吹替 - 佐藤美一
フック船長の息子。ウーマの同盟者。
ギル
演 - ディラン・プレイフェア、日本語吹替 - 井木順二
ガストンの息子。ウーマの味方。
ディジー・トレメイン
演 - アンナ・カスカート、日本語吹替 - たかしたみか
ディジーラ・トレメインの娘であり、トレメイン夫人の孫娘。
ロスト島でデザイナー兼ヘアスタイリストをしている。オラドン高校で活躍するイヴィに憧れ、自身もオラドンへ行くことを夢見ている。
ビースト
演 - ダン・ペイン、日本語吹替 - 高瀬右光
『美女と野獣』で醜い野獣に変えられた王子。現在では、様々な国をまとめオラドン王国を創りあげた国王。
ベル
演 - キーガン・コナー・トレイシー、日本語吹替 - 槇原千夏
『美女と野獣』で野獣の呪いを解いた村娘のベル。オラドン王国の王妃で、ベンの母親。
フェアリー・ゴッドマザー
演 - メラニー・パクストン、日本語吹替 - 玉川砂記子
シンデレラを助けた魔法使い。オラドン高校の校長。
ジェーン
演 - ブレンナ・ダミーコ、日本語吹替 - 田毎なつみ
フェアリー・ゴッドマザーの娘。自分に自信が持てず厳しい母親の言う通りにしているものの、今時の女の子らしいファッションに憧れている。
チャド
演 - ジェデダイア・グッドエイカー、日本語吹替 - ランズベリー・アーサー
シンデレラとチャーミング王子の息子。いかにも王子様らしいハンサムな容姿だが、プリンセスに憧れるイヴィを利用するなど腹黒い一面を持つ。頭はお花畑。
ロニー
演 - ダイアン・ドーン、日本語吹替 - 渡辺広子
ムーランの娘。優しい性格でマルたちにも分け隔てなく接する。
ダグ
演 - ザッカリー・ギブソン、日本語吹替 - 水中雅章
『白雪姫』に登場する七人の小人の一人、おとぼけの息子。イヴィの聡明さを逸早く見ぬき彼女に惹かれる。

## サウンドトラック
『ディセンダント2 サウンドトラック』（Descendants2 (Original TV Movie Soundtrack)）はディズニー・チャンネルで放送されたオリジナル・ムービー『ディセンダント2』のサウンドトラックである。米国で2017年7月14日に発売され、日本で2017年10月18日に発売された。

### 概要
本作品はディズニー・ヴィランズの子孫たちを描いたミュージカル作品、ディズニー・チャンネル・オリジナル・ムービー『ディセンダント2』のオリジナル・サウンドトラックである。
サウンドトラックは全米ビルボード200でアルバムチャート初登場6位、サウンドトラックチャート1位を記録している。
ダヴ・キャメロン（マル役）、ソフィア・カーソン（イヴィ役）、キャメロン・ボイス（カルロス役）、ブーブー・スチュワート（ジェイ役）によって歌われた「悪の力を呼び覚ませ」(Ways to Be Wicked)はラジオ・ディズニーで初披露され、2017年4月14日にシングルとして先行リリースされ、ビルボードバブリングアンダーホット100シングルスで1位を獲得した。
チャイナ・アン・マクレーン（ウーマ役）、トーマス・ドハーティ（ハリー役）、ディラン・プレイフェア（ギル役）によって歌われた「ホワッツ・マイ・ネーム」(What's My Name)もラジオ・ディズニーで初披露され、その後2017年6月2日にセカンド・シングルとして先行リリースされた。
日本盤ではボーナストラックとして、ディセンダント2の日本スペシャルサポーターのMiracle Vell Magicが歌う「悪の力を呼び覚ませ」の日本語カバーバージョンが収録されている。

### 収録曲
| #         | タイトル                                                               | 作詞                                                                                   | 作曲・編曲                                                                             | アーティスト | 時間 |
| --------- | ---------------------------------------------------------------------- | -------------------------------------------------------------------------------------- | -------------------------------------------------------------------------------------- | --- | ---- |
| 1.        | 「悪の力を呼び覚ませ」                                                 | サム・ホランダー、ジョシュ・エドモンドソン、グラント・マイケルズ、チャリティドー       | サム・ホランダー、ジョシュ・エドモンドソン、グラント・マイケルズ、チャリティドー       | ダヴ・キャメロン、ソフィア・カーソン、キャメロン・ボイス、ブーブー・スチュワート                                                                                                 | 3:38 |
| 2.        | 「ホワッツ・マイ・ネーム」                                             | アントニーナ・アルマート、ティム・ジェームス、トム・スタージス、アダム・シュマルホルツ | アントニーナ・アルマート、ティム・ジェームス、トム・スタージス、アダム・シュマルホルツ | チャイナ・アン・マックレーン、トーマス・ドハーティ、ディラン・プレイフェア | 3:10 |
| 3.        | 「チリン・ライク・ア・ヴィラン」                                       | アーマート、ジェームス、スタージ、シュマルホルツ                                       | アーマート、ジェームス、スタージ、シュマルホルツ                                       | ソフィア・カーソン、キャメロン・ボイス、ブーブー・スチュワート、ミッチェル・ホープ                                                                                               | 3:13 |
| 4.        | 「スペース・ビトウィーン」                                             | シェイナ・モルデュー、スティーブンマークコンリー、タイラー・シャミー、アンディ・ドッド | シェイナ・モルデュー、スティーブンマークコンリー、タイラー・シャミー、アンディ・ドッド | ダヴ・キャメロン、ソフィア・カーソン | 3:26 |
| 5.        | 「イッツ・ゴーイング・ダウン」                                         | アーマート、ジェームス、スタージ、シュマルホルツ                                       | アーマート、ジェームス、スタージ、シュマルホルツ                                       | ダヴ・キャメロン、ソフィア・カーソン、キャメロン・ボイス、ブーブー・スチュワート、チャイナ・アン・マックレーン、ミッチェル・ホープ、トーマス・ドハーティ、ディラン・プレイフェア | 4:12 |
| 6.        | 「ユー・アンド・ミー」                                                 | ミッチ・アラン、ニッキー・レオンティ                                                   | ミッチ・アラン、ニッキー・レオンティ                                                   | ダヴ・キャメロン、ソフィア・カーソン、キャメロン・ボイス、ブーブー・スチュワート、ミッチェル・ホープ、ジェフ・ルイス                                                             | 3:32 |
| 7.        | 「キス・ザ・ガール」                                                   | アラン・メンケン、ハワードアシュマン                                                   | アラン・メンケン、ハワードアシュマン                                                   | ダヴ・キャメロン、ソフィア・カーソン、キャメロン・ボイス、ブーブー・スチュワート、チャイナ・アンネ・マクリーン、トーマス・ドハーティ                                             | 2:44 |
| 8.        | 「哀れな人々」                                                         | メンケン、アシュマン                                                                   | メンケン、アシュマン                                                                   | チャイナ・アン・マックレーン | 2:43 |
| 9.        | 「ベター・トゥギャザー（『ディセンダント: キケンな世界』より）」       | マット・ウォン、ジャック・クゲル、ハンナ・ジョーンズ                                   | マット・ウォン、ジャック・クゲル、ハンナ・ジョーンズ                                   | ダヴ・キャメロン、ソフィア・カーソン | 2:44 |
| 10.       | 「イーヴル（『ディセンダント: キケンな世界』より）」                   | ダンブック、シェリー・ペイケン                                                         | ダンブック、シェリー・ペイケン                                                         | ダヴ・キャメロン | 2:54 |
| 11.       | 「ラザー・ビー・ウィズ・ユー（『ディセンダント: キケンな世界』より）」 | ジーニー・ルーリー、チェン・ニーマン、アリス・アルコンティス                           | ジーニー・ルーリー、チェン・ニーマン、アリス・アルコンティス                           | ダヴ・キャメロン、ソフィア・カーソン | 2:14 |
| 合計時間: | 合計時間:                                                              | 合計時間:                                                                              | 32:30                                                                                  | |      |

| #   | タイトル                                                 | 作詞 | 作曲・編曲 | アーティスト       |
| --- | -------------------------------------------------------- | ---- | ---------- | ------------------ |
| 12. | 「悪の力を呼び覚ませ（日本語バージョン）」               |      |            | Miracle Vell Magic |
| 13. | 「悪の力を呼び覚ませ（日本語カラオケ・バージョン）」     |      |            |                    |
| 14. | 「悪の力を呼び覚ませ（カラオケ・バージョン）」           |      |            |                    |
| 15. | 「チリン・ライク・ア・ヴィラン（カラオケ・バージョン）」 |      |            |                    |
| 16. | 「スペース・ビトウィーン（カラオケ・バージョン）」       |      |            |                    |
| 17. | 「ホワッツ・マイ・ネーム（カラオケ・バージョン）」       |      |            |                    |

### チャート
週間
| チャート（2017）                                | 最高順位 |
| ----------------------------------------------- | -------- |
| オーストラリア (ARIA)                           | 64       |
| ベルギー (Ultratop Flanders)                    | 102      |
| カナダアルバム (ビルボード)                     | 25       |
| オランダアルバム (MegaCharts)                   | 102      |
| フランス (SNEP)                                 | 135      |
| ニュージーランドヒートシーカーズアルバム (RMNZ) | 6        |
| スペイン (プロムシカエ)                         | 53       |
| アメリカ (ビルボード200)                        | 6        |
| アメリカ Kid Albums (ビルボード)                | 1        |
| アメリカ・サウンドトラック (ビルボード)         | 1        |

年間
| チャート（2017）                                | 順位 |
| ----------------------------------------------- | ---- |
| アメリカビルボード 200                          | 175  |
| アメリカ・キッドアルバム (ビルボード)           | 5    |
| アメリカ・サウンドトラックアルバム (ビルボード) | 11   |

### 認定
| 領域                                                                                      | 認証     | 認定ユニット /販売 |
| ----------------------------------------------------------------------------------------- | -------- | ------------------ |
| アメリカ合衆国（RIAA）                                                                    | ゴールド | 500,000            |
| *認証のみに基づいた売上高 ^認証のみに基づいた出荷数 +認証のみに基づいたストリーミング数値 |          |                    |